# Edward Thorndike
Edward Lee Thorndike (31 tháng 8 năm 1874 - 9 tháng 8 năm 1949) là một nhà tâm lý học người Mỹ đã dành gần như toàn bộ sự nghiệp của mình tại Đại học Sư phạm thuộc Đại học Columbia. Công trình của ông về tâm lý học so sánh và quá trình học tập đã dẫn đến lý thuyết về chủ nghĩa kết nối và giúp đặt nền tảng khoa học cho tâm lý giáo dục. Ông cũng làm việc để giải quyết các vấn đề công nghiệp, chẳng hạn như kiểm tra và kiểm tra nhân viên. Ông là thành viên của hội đồng quản trị của Psychological Corporation và từng là chủ tịch của Hiệp hội tâm lý Mỹ năm 1912. Theo một  khảo sát công bố trong tạp chí chuyên ngành Review of General Psychology vào năm 2002, Thorndike được xếp hạng là nhà tâm lý học được trích dẫn nhiều thứ chín trong thế kỷ 20. Edward Thorndike đã có một tác động mạnh mẽ đến lý thuyết củng cố và phân tích hành vi, cung cấp khuôn khổ cơ bản cho các quy luật thực nghiệm trong tâm lý học hành vi với định luật về hiệu ứng của ông. Thông qua những đóng góp của ông cho lĩnh vực tâm lý học hành vi đã tác động lớn đến giáo dục, nơi luật hiệu lực có ảnh hưởng lớn trong lớp học.

## Sách tham khảo
- Curti, Merle. The Social Ideas of American Educators (1935) pp 459–98
- Hergenhahn, B.R.; Olson, Matthew H. (2005), An Introduction to the Theories of Learning, Pearson Education, ISBN 978-81-317-2056-1.
- Hergenhahn, B.R. (2009), An Introduction to the History of Psychology, Wadsworth, Cengage Learning, ISBN 978-0-495-50621-8.
- Joncich, Geraldine (1968), The Sane Positivist: A Biography of Edward L. Thorndike, Wesleyan University Press, LCCN 68-27542.
- Thorndike, Edward (1932), The Fundamentals of Learning, AMS Press Inc., ISBN 978-0-404-06429-7.
- Kentridge, Robert (2005), Edward Thorndike, puzzle-boxes, and the law of effect, University of Durham, Bản gốc lưu trữ ngày 5 tháng 12 năm 2022, truy cập ngày 13 tháng 6 năm 2020.
- Dewey, Russ (2007), The Search for Laws of Learning, www.psywww.com.
- Cooper, Sunny (2009), Theories of Learning in Educational Psychology, www.lifecircles-inc.com, Bản gốc lưu trữ ngày 29 tháng 6 năm 2011, truy cập ngày 13 tháng 6 năm 2020 Đã định rõ hơn một tham số trong |archiveurl= và |archive-url= (trợ giúp); Đã định rõ hơn một tham số trong |archivedate= và |archive-date= (trợ giúp).
- Esterhill, Frank J. (2000), Interlingua Institute: A History, Interlingua Institute, ISBN 978-0-917848-02-5.
- Lynn, Richard (2001), Eugenics: A Reassessment, Praeger, ISBN 978-0-275-95822-0.
- Saettler, L. Paul (2004), Evolution of American Educational Technology, IAP, ISBN 978-1-59311-139-7.
- Thorndike, Edward Lee (1911), Animal Intelligence, Macmillan.
- Darity, William A. (2008), International Encyclopedia of the Social Sciences, Gale, ISBN 978-0-02-865965-7.
- Zimmerman, Barry J.; Schunk, Dale H. (2003), Educational Psychology: A Century of Contributions, Lawrence Erlbaum Associate, ISBN 978-0-8058-3682-0.
- Goodenough, Florence L. (1950).Edward Lee Thorndike: 1874-1949. The American Journal of Psychology. 63, 291-301.
- Woodworth, R. S. (1950). "Edward Thorndike 1874-1949". Science, New Series. 111(2880): 251. JSTOR 1676976